# Kaba-Klasse
Die Kaba-Klasse (japanisch 樺型駆逐艦 Kaba-gata kuchikukan) war eine Klasse von zehn Zerstörern der Kaiserlich Japanischen Marine, die von 1915 bis 1932 in Dienst standen.

## Allgemeines
Bei Beginn des Ersten Weltkrieges waren von den fünfzig Zerstörern der japanischen Marine nur die beiden Einheiten der Sakura-Klasse für den Hochseeeinsatz geeignet. Zwei weitere Zerstörer (Urakaze-Klasse) befanden sich, im noch nicht sehr weit vorgeschrittenen, Bau in Großbritannien. Da aber moderne Zerstörer dringendst benötigt wurden um die britische Marine im Rahmen der Anglo-Japanischen Allianz zu unterstützen, setzte die japanische Regierung noch im Haushaltsjahr 1914 ein Marine-Notprogramm durch, das den Bau von zehn neuen Zerstörern erlaubte. Um diese möglichst schnell in den Dienst zu bekommen, gingen die Aufträge für die Boote nicht nur an Staatswerften, sondern auch an zivile Werften.
Die zehn Boote der späteren Kaba-Klasse wurden gleichzeitig auf acht verschiedenen Werften gebaut. Es erfolgte eine schnelle Auftragsvergabe auf der Basis des Entwurfes der Sakura-Klasse. Die Werften erhielten lediglich die Weisung konventionelle, kohlengefeuerte Dreifach-Expansionsmaschinen als Antrieb vorzusehen und keine Dampfturbinen. Trotz der eiligen Umsetzung der Pläne und der notwendigen Änderungen des Entwurfs waren alle Einheiten trotz der acht Bauwerften in Aussehen und Leistungen nahezu identisch.
Da während des Krieges die Baukapazitäten für Geleitfahrzeuge in Europa nicht ausreichten, bestellte die französische Marine zwölf weitere Boote dieses Entwurfs, die ab 1917 auf sechs japanischen Werften entstanden. Sie erhielten Namen von Volksstämmen in französischen Besitzungen, ähnlich der britischen Tribal-Klasse, und wurden als Arabe-Klasse bezeichnet.

## Einheiten
| Name          | Bauwerft                     | Kiellegung        | Stapellauf       | Indienststellung | Verbleib                                                                                                  |
| ------------- | ---------------------------- | ----------------- | ---------------- | ---------------- | --- |
| Kaba (樺)     | Marinewerft Yokosuka         | 1. Dezember 1914  | 6. Februar 1915  | 5. März 1915     | außer Dienst 1. April 1932                                                                                |
| Kashiwa (柏)  | Mitsubishi, Nagasaki         | 3. November 1914  | 14. Februar 1915 | 4. April 1915    | 1917 Mittelmeer, durch Erdbeben vom 1. September 1923 beschädigt u. repariert, außer Dienst 1. April 1932 |
| Matsu (松)    | Mitsubishi, Nagasaki         | 3. November 1914  | 5. März 1915     | 6. April 1915    | 1917 Mittelmeer, durch Erdbeben vom 1. September 1923 beschädigt u. repariert, außer Dienst 1. April 1932 |
| Sakaki (榊)   | Marinewerft Sasebo           | 5. November 1914  | 15. Februar 1915 | 26. März 1915    | 1917 Mittelmeer, außer Dienst 1. April 1932                                                               |
| Sugi (杉)     | Osaka Eisen-Werke, Osaka     | 24. November 1914 | 16. Februar 1915 | 7. April 1915    | 1917 Mittelmeer, außer Dienst 1. April 1932                                                               |
| Kaede (楓)    | Marinewerft Maizuru          | 25. Oktober 1914  | 20. Februar 1915 | 25. März 1915    | 1917 Mittelmeer, außer Dienst 1. April 1932, 3. November 1934 versenkt                                    |
| Ume (梅)      | Kawasaki, Kōbe               | 10. November 1914 | 27. Februar 1915 | 31. März 1915    | 1917 Mittelmeer, außer Dienst 1. April 1932                                                               |
| Kusunoki (楠) | Kawasaki, Kōbe               | 10. November 1914 | 5. März 1915     | 31. März 1915    | 1917 Mittelmeer, außer Dienst 1. April 1932                                                               |
| Kiri (桐)     | Uraga Schiffswerft, Yokosuka | 24. November 1914 | 28. Februar 1915 | 22. April 1915   | außer Dienst 1. April 1932                                                                                |
| Katsura (桂)  | Marinewerft Kure             | 1. Dezember 1914  | 4. März 1915     | 31. März 1915    | 1917 Mittelmeer, außer Dienst 1. April 1932                                                               |

## Technische Beschreibung

### Rumpf
Der Rumpf eines Zerstörer der Kaba-Klasse war 83,52 Meter lang, 7,32 Meter breit und hatte bei einer Einsatzverdrängung von 864 Tonnen einen Tiefgang von 2,23 Metern.

### Antrieb
Der Antrieb erfolgte durch vier mischbefeuerte Kampon-Dampfkessel und drei 4-Zylinder-Dreifach-Expansionsmaschine, mit welchen eine Leistung von 9.500 PS (6.987 kW) erreicht wurde. Die Leistung wurde an drei Wellen mit je einer Schraube abgegeben. Die Höchstgeschwindigkeit betrug 30 Knoten (56 km/h). Es konnten 137 Tonnen Schweröl und 100 Tonnen Kohle gebunkert werden, was zu einer maximalen Fahrstrecke von 1.600 Seemeilen (4.445 km) bei 15 Knoten führte.

### Bewaffnung

#### Artillerie
Die Artilleriebewaffnung bestand aus einem 12-cm-Geschütz mit Kaliberlänge 40 des Typ 41 vor der Brücke und vier 7,62-cm-Geschützen in Kaliberlänge 40 Typ 41, von denen zwei seitlich und zwei am Heck aufgestellt waren.

#### Torpedo
Die Torpedobewaffnung bestand aus zwei, um 360° schwenkbaren, Zweifachtorpedorohren im Kaliber 45 cm. Diese waren in Bootsmittellinie hinter dem Brückenaufbau und im hinteren Rumpfbereich aufgestellt.

## Besatzung
Die Besatzung hatte eine Stärke von 92 Offizieren, Unteroffizieren und Mannschaften.